# Bernd Kluge

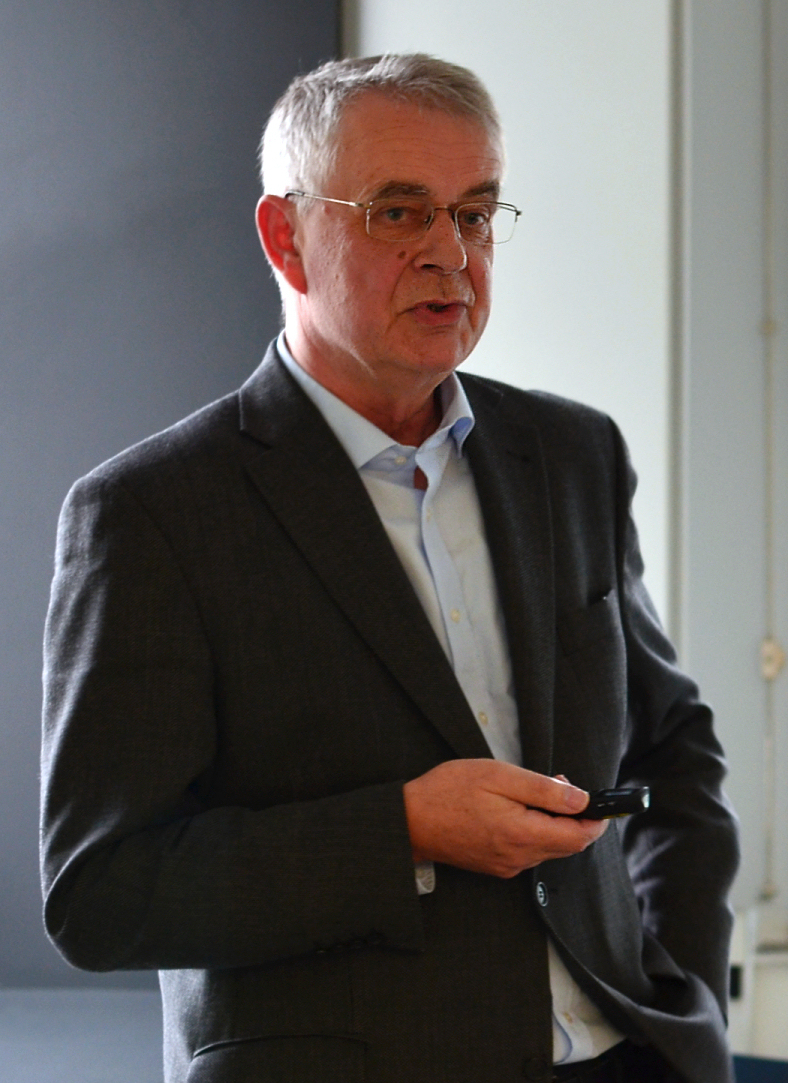
Bernd Kluge bei einem Vortrag der Numismatischen Gesellschaft zu Hannover, 2016

Bernd Kluge (* 18. Juni 1949 in Cottbus) ist ein deutscher Numismatiker. Sein Schwerpunkt liegt auf dem Gebiet der Numismatik des Mittelalters.

## Leben und Wirken

### Ausbildung und berufliche Laufbahn
Bernd Kluge studierte Geschichte an der Universität Berlin. Ab 1972 war er am Münzkabinett Berlin tätig, zunächst als wissenschaftlicher Mitarbeiter, ab 1982 als Kustos, ab 1988 als stellvertretender Direktor und von 1992 bis zu seiner Pensionierung am 30. September 2014 als Direktor. Dazu war er Honorarprofessor für Numismatik des Mittelalters an der Humboldt-Universität zu Berlin. In den Jahren 1993 bis 1999 war er Vorsitzender der Numismatischen Kommission der Länder in der Bundesrepublik Deutschland.

### Münzforschung
Bernd Kluge forscht und publiziert seit 1972 zu Münzen, zur Münzgeschichte und zu Münzfunden des Ostfränkisch-Deutschen Reiches von der karolingischen Reichsteilung 843 (Vertrag von Verdun) bis zum Tode Kaiser Heinrichs V. und dem Ende der salischen Dynastie 1125. Unter dem Titel Münzen des Ostfränkisch-Deutschen Reiches von 843 bis 1125 (MODR) stellt er im Internet zu diesem Thema umfangreiche Informationen zur Verfügung.

## Auszeichnungen
- 2002 Ehrenpreis der Gesellschaft für Internationale Geldgeschichte
- 2011 Huntington Medal Award der American Numismatic Society für 2009[2]
- 2015 Medaille der Royal Numismatic Society
- 2022 Ehrenmitglied der Numismatischen Gesellschaft zu Berlin

## Veröffentlichungen (Auswahl)
- Brakteaten. Deutsche Münzen des Hochmittelalters (= Kleine Schriften des Münzkabinetts Berlin. 2, ZDB-ID 536420-6). Staatliche Museen, Berlin 1976.
- Deutsche Münzgeschichte von der späten Karolingerzeit bis zum Ende der Salier. (ca. 900 bis 1125) (= Römisch-Germanisches Zentralmuseum. Monographien. Bd. 29). Thorbecke, Sigmaringen 1991, ISBN 3-7995-4139-X.
- als Herausgeber: Fernhandel und Geldwirtschaft. Beiträge zum Münzwesen in sächsischer und salischer Zeit. Ergebnisse des Dannenberg-Kolloquiums 1990 (= Römisch-Germanisches Zentralmuseum. Monographien. Bd. 31 = Berliner numismatische Forschungen. NF Bd. 1). Thorbecke, Sigmaringen 1993, ISBN 3-7995-4144-6.
- Das Münzkabinett. Museum und Wissenschaftsinstitut (= Das Münzkabinett. 9). Staatliche Museen zu Berlin – Münzkabinett, Berlin 2004, ISBN 3-88609-494-4.
- Numismatik des Mittelalters. Band 1: Handbuch und Thesaurus Nummorum Medii Aevi (= Österreichische Akademie der Wissenschaften. Veröffentlichungen der Numismatischen Kommission. 45 = Österreichische Akademie der Wissenschaften, Philosophisch-Historische Klasse. Sitzungsberichte. 769). Verlag der Österreichischen Akademie der Wissenschaften, Wien 2007, ISBN 978-3-7001-3932-4.
- als Herausgeber mit Bernhard Weisser: Gold gab ich für Eisen (= Das Kabinett. 14). Staatliche Museen zu Berlin – Münzkabinett, Berlin 2014, ISBN 978-3-88609-748-7.
- Direktorenjahre 1999–2014. Schriftenverzeichnis 1976–2014. Berlin 2014 (Digitalisat).
- Die Münzen des ostfränkisch-deutschen Reiches von 843 bis 1125 (MODR) (Online)
- Münzen. Eine Geschichte von der Antike bis zur Gegenwart. C.H. Beck, München 2016, ISBN 978-3-406-69774-6.